# Jean Robie
Pour les articles homonymes, voir Robie.
 (juillet 2020).
Si vous disposez d'ouvrages ou d'articles de référence ou si vous connaissez des sites web de qualité traitant du thème abordé ici, merci de compléter l'article en donnant les références utiles à sa vérifiabilité et en les liant à la section « Notes et références ».
Jean Robie (ou Jean-Baptiste Robie), né le 19 novembre 1821 à Bruxelles et mort le 8 décembre 1910 dans la même ville, est un peintre, voyageur et écrivain belge ayant vécu à Saint-Gilles. 
Célèbre de son vivant pour ses natures mortes[non neutre][source secondaire nécessaire], il fut surnommé « l'Amant des Roses »[Quand ?][Par qui ?][réf. nécessaire]. Il fut nommé à la commission directrice du Musées des Beaux Arts de Bruxelles. Correspondant de l'Académie royale des sciences, des lettres et des Beaux Arts  de Belgique en 1890, il devient membre titulaire en 1891 et directeur de la classe Beaux Arts en 1899.

## Biographie
Fils de parents bruxellois, Jean-Baptiste Robie et Marie-Catherine Mommaert, Jean Robie naît en 1821 rue Haute à Bruxelles. Il est élevé dans la forge paternelle, en face de l'hôpital Saint-Pierre (dont il s'amusait à décorer les portes avec ses amis, armés de craies ou de peinture), entouré de six frères et cinq sœurs, où il vit une enfance difficile. Il se révèle une première fois à travers des enseignes qu'il conçoit, ensuite à travers des peintures sur porcelaine et sur verre, qu'il vend.

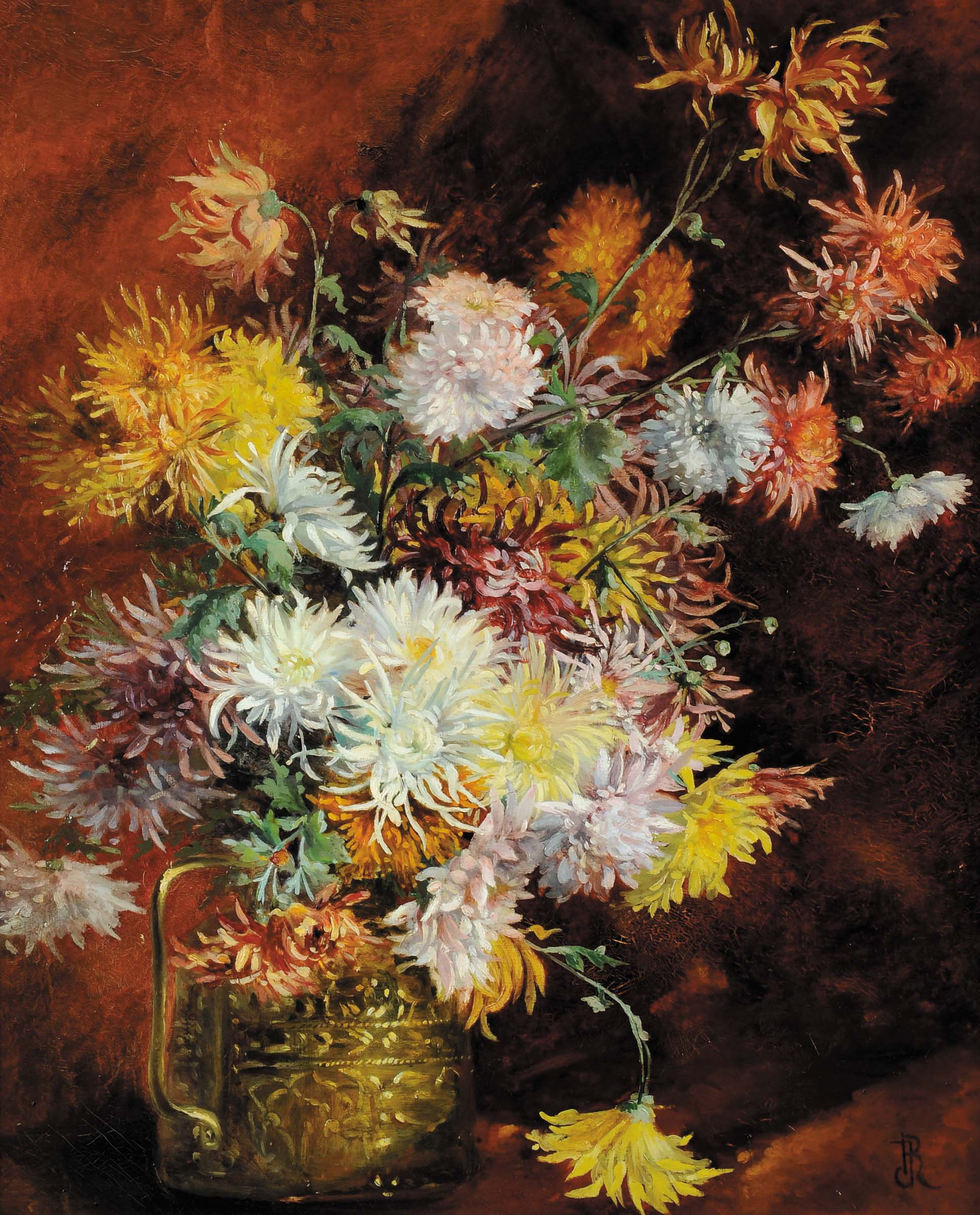
Bouquet d'Asters.

Quelques années après le décès de sa femme et de deux de ses garçons, emportés en 1832 par le choléra, le père de Jean Robie se remarie. Pour échapper à ce contexte familial difficile, Jean Robie quitte le domicile pour s'installer à Paris où il exerce alors divers métiers manuels, notamment dans le bâtiment. En 1838, après une période de difficultés économiques et d'épisodes douloureux (il rentrera au domicile paternel et le quittera à nouveau, entamera des études à Paris mais sera amené à les abandonner), Jean Robie s'inscrit à l’Académie royale des beaux-arts de Bruxelles (en dessin, perspective, figure antique) où il a notamment Balthazar-François Tasson-Snel pour professeur. Il subvient à ses besoins en réalisant des décorations murales, et plus tardivement en vendant ses toiles, suivant les conseils de Théodore Fourmois. Il réalise tout d'abord des représentations de Napoléon, ensuite des paysages, et finalement des fleurs, surtout des roses très détaillées, quasi photographiques.

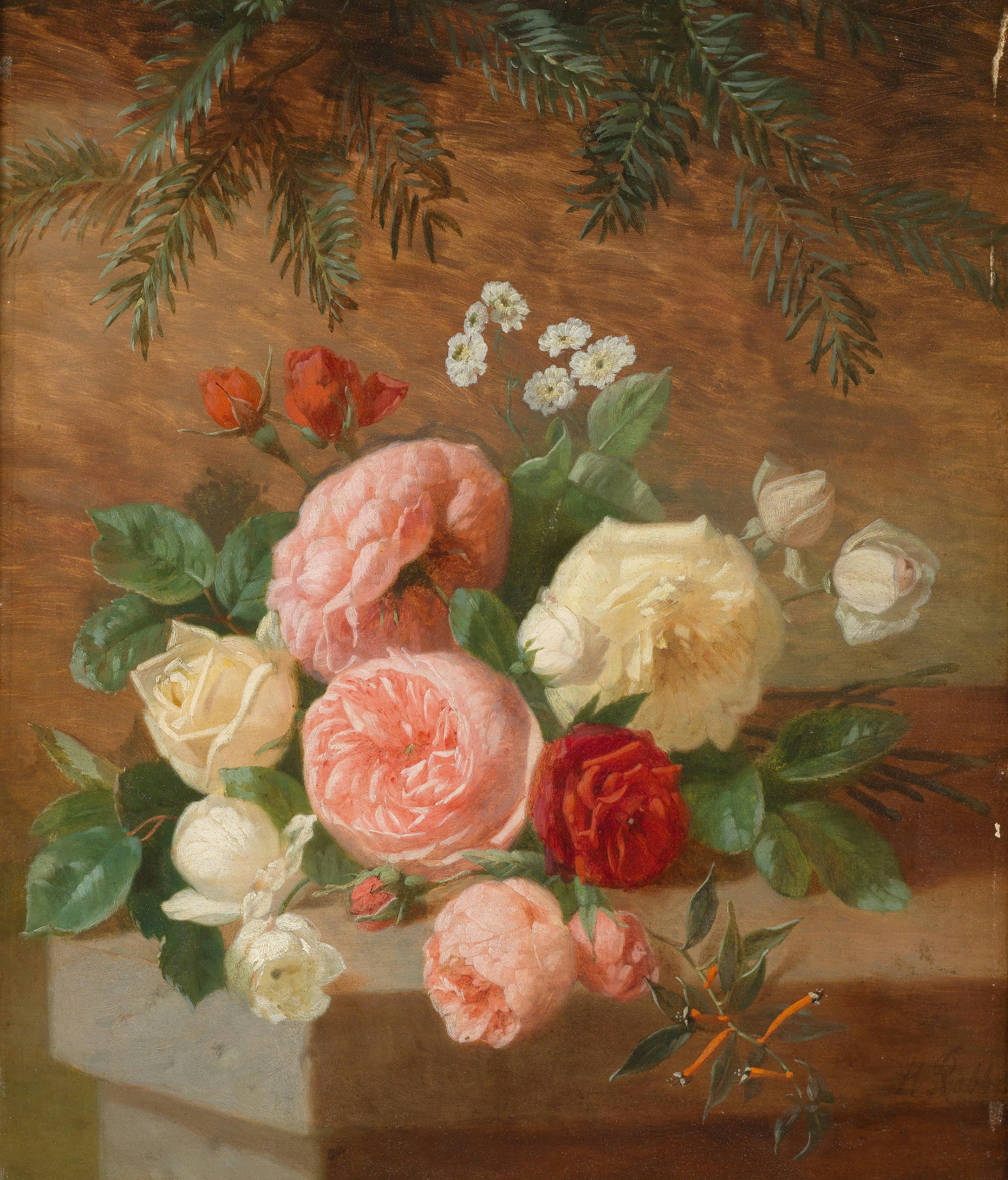
Roses sur un mur de pierre.

Il obtient sa première médaille d’or au salon de Bruxelles en 1848 pour un tableau de fleurs. Il est plus tard nommé chevalier de l’ordre de Léopold (en 1861, puis officier en 1869, et finalement commandeur de l’ordre de Léopold le 4 mai 1881, à la suite de son immense succès lors d'une exposition grandiose à l'inauguration du nouveau Palais des Beaux-Arts (rue de la Régence), simultanée au cinquantenaire de l’Indépendance de la Belgique.
En 1849, Jean Robie a suffisamment d'argent pour acheter un terrain situé chaussée de Charleroi à Saint-Gilles. Il y construit ensuite une grande maison, rachète des terrains limitrophes afin de bénéficier d'un plus grand espace extérieur. Il entame également une période de nombreux voyages, durant lesquels il explore l'Asie, l'Europe et l'Afrique, et puisera énormément dans cette expérience pour enrichir et transformer son art. En son domicile sera fondé le Musée indien.
Jean Robie meurt célibataire et sans enfants en 1910 à l'âge de 89 ans et a nommé Emma et Jeanne Washer comme ses légataires universelles de tous ses biens, laissant derrière lui des intentions très humbles quant au respect de sa mémoire :

« Pour parer à toute éventualité, je ne veux pas que les membres de ma famille s’occupent de mes funérailles que je veux sans aucune cérémonie religieuse ; mes amis Gustave Washer et Prosper De Wilde, sont chargés de faire incinérer mon corps au cimetière du Père-Lachaise, à Paris ; ils sont dispensés de m’y faire élever un monument quelconque. Ma volonté est que mes cendres ne soient pas conservées. On n’enverra point de circulaire ; il suffira de faire insérer une notice nécrologique dans les six journaux suivants : L’Indépendance belge, Le Petit Bleu, L'Étoile, La Chronique, le Soir et La Gazette. Je décline les honneurs militaires et tout ce qui a rapport aux pompes funèbres. Aucun discours ne sera prononcé devant mon cercueil : on est prié d’envoyer ni fleurs ni couronnes … »

— Écrit en entier de ma main le mercredi 25 novembre l’an 1903.

### Principaux voyages en Europe
- France
- Pays-Bas
- Suisse
- Italie
- Allemagne
- Autriche
- Royaume-Uni

### Principaux voyages lointains
- 1878 : Égypte
- 1879 : Australie, où il obtient le premier prix à l'Exposition universelle de Sydney.
- 1881 : l'Inde durant un an
- 1889 : Syrie, Palestine, 5 voyages en Égypte

## Expositions
- 2013 : musée Charlier : Jean Robie. Peintre, écrivain et ses voyages en Inde, du 9 octobre 2013 au 3 janvier 2014, dans le cadre d'Europalia-India[1]

## Honneurs
Jean Robie est :
- Officier de l'ordre de Léopold (9 novembre 1869)[2].
- Commandeur de l'ordre de Léopold (4 mai 1881).

## Hommages
La rue Jean Robie, située à Saint-Gilles (commune à laquelle il est associé), lui est dédiée[réf. souhaitée].
La rose Jean Robie, l'Amant des roses a été baptisée en 2014 au Royal Concours de la rose nouvelle au Roeulx; Charles Picqué est le parrain de la rose et Nancy de Fays la marraine[réf. nécessaire]. 

## Œuvres
- Fragment d'un voyage dans l'Inde et à Ceylan, Bruxelles, Parent et Cie, 1883 et 1885, 2 vol.
- « Amritsir et le temple d'or », in: Bulletins de l'Académie royale de Belgique, classe des beaux-arts, n° 11, Bruxelles : Hayez, 1900
- De l'importance du paysage dans l'art moderne, Bruxelles, Hayez, 1900.
- L'Art et la Lumière, 1898
- Notes d'un frileux, 1888
- Notes et croquis
- Le Désert et le Mirage, discours prononcé dans la séance publique de la classe des beaux-arts de l'Académie royale de Belgique le 19 novembre 1899
- Les Débuts d'un peintre, Bruxelles, Polleunis, Ceuterick et Lefébure, 1886.